# Villadiego (kommunhuvudort)
Villadiego är en kommunhuvudort i Spanien.   Den ligger i provinsen Provincia de Burgos och regionen Kastilien och Leon, i den norra delen av landet, 230 km norr om huvudstaden Madrid. Villadiego ligger 841 meter över havet och antalet invånare är 1 907.
Terrängen runt Villadiego är huvudsakligen platt, men åt nordost är den kuperad. Runt Villadiego är det mycket glesbefolkat, med 6 invånare per kvadratkilometer. Villadiego är det största samhället i trakten. Trakten runt Villadiego består till största delen av jordbruksmark.